# Poaspis lata
Poaspis lata är en insektsart som först beskrevs av Goux 1939.  Poaspis lata ingår i släktet Poaspis och familjen skålsköldlöss.
Artens utbredningsområde är Frankrike. Inga underarter finns listade i Catalogue of Life.